# Davilla
O género Davilla, conhecido vulgarmente como cipó-de-fogo é um género de plantas arbustivas ou trepadoras, nativas da América do Sul.

## Espécies
- Davilla adenophylla Mart. ex Eichler
- Davilla alata Briq.
- Davilla angustifolia A.St.-Hil.
- Davilla aspera Benoist
- Davilla asperrima Splitg.
- Davilla bahiana Aymard
- Davilla bilobata Aymard
- Davilla cearensis Huber
- Davilla elliptica A.St.-Hil.
- Davilla flexuosa A.St.-Hil.
- Davilla glaziovii Eichl.
- Davilla grandiflora A.St.-Hil.
- Davilla grandifolia Moric.
- Davilla kunthii A.St.-Hil.
- Davilla lacunosa Mart.
- Davilla latifolia Benth.
- Davilla lucida
- Davilla macrocarpa Eichler
- Davilla morii Aymard
- Davilla nitida (Vahl) Kubitzki
- Davilla rugosa Poir. Var. rugosa
- Davilla strigosa Kubitzki